# Magnolia longipedunculata
Magnolia longipedunculata är en magnoliaväxtart som först beskrevs av Q.W.Zeng och Yuh Wu Law, och fick sitt nu gällande namn av Venkatachalam Sampath Kumar. Magnolia longipedunculata ingår i släktet Magnolia och familjen magnoliaväxter. Inga underarter finns listade i Catalogue of Life.